# Allium korolkowii
Allium korolkowii är en amaryllisväxtart som beskrevs av Eduard August von Regel. Allium korolkowii ingår i släktet lökar, och familjen amaryllisväxter. Inga underarter finns listade i Catalogue of Life.